# Stazione di Firenze Santa Maria Novella

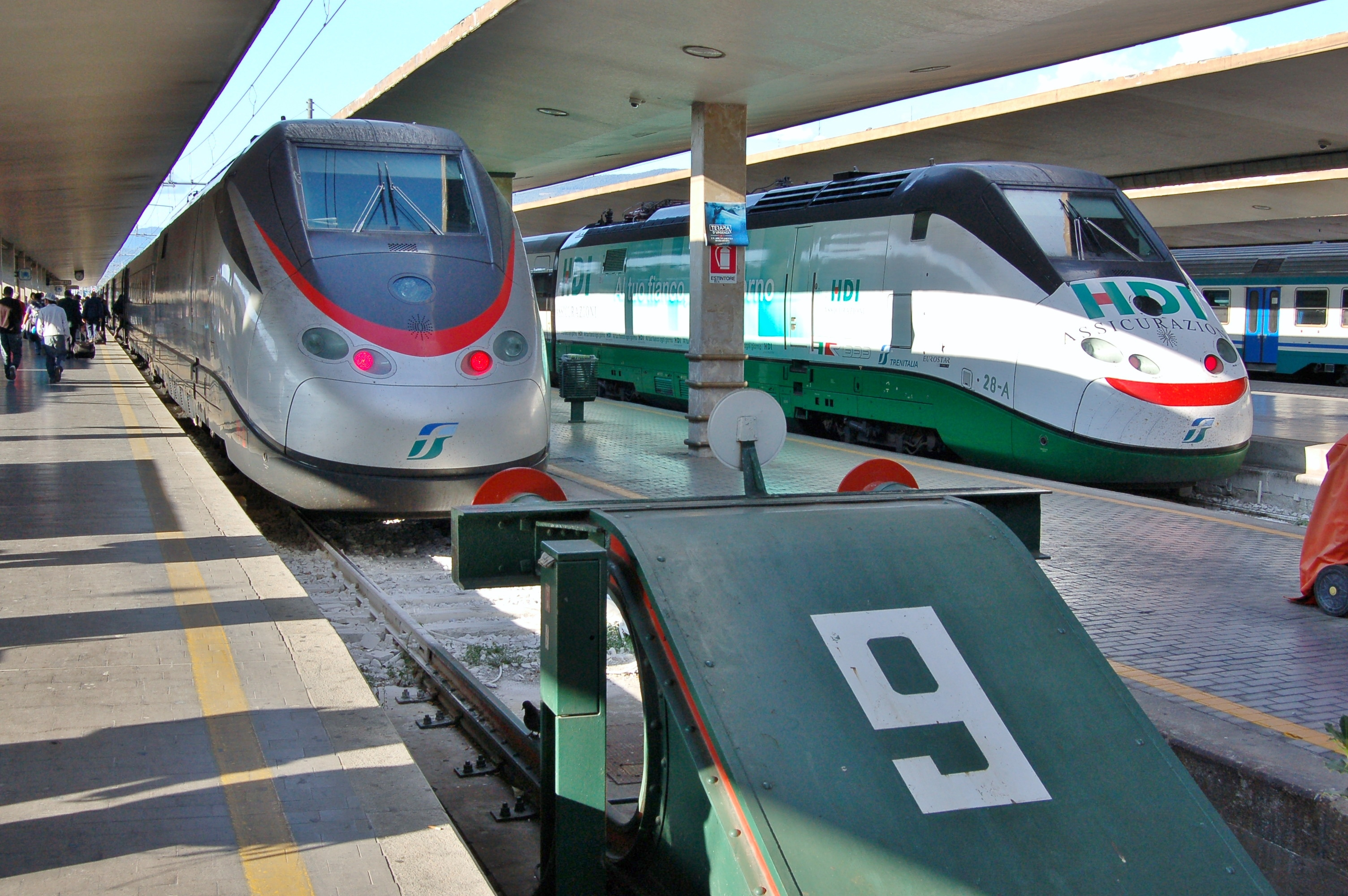
Nagysebességű vonatok az állomáson

Firenze S. Maria Novella egy vasúti fejpályaudvar Firenzében, Olaszországban. Egyike az ország 13 legforgalmasabb pályaudvarának, így a Grandi Stazioni üzemelteti. 1934-ben nyílt meg.
A BBC 2013-ban beválasztotta a világ tíz legszebb vasútállomásai közé.

## Képgaléria

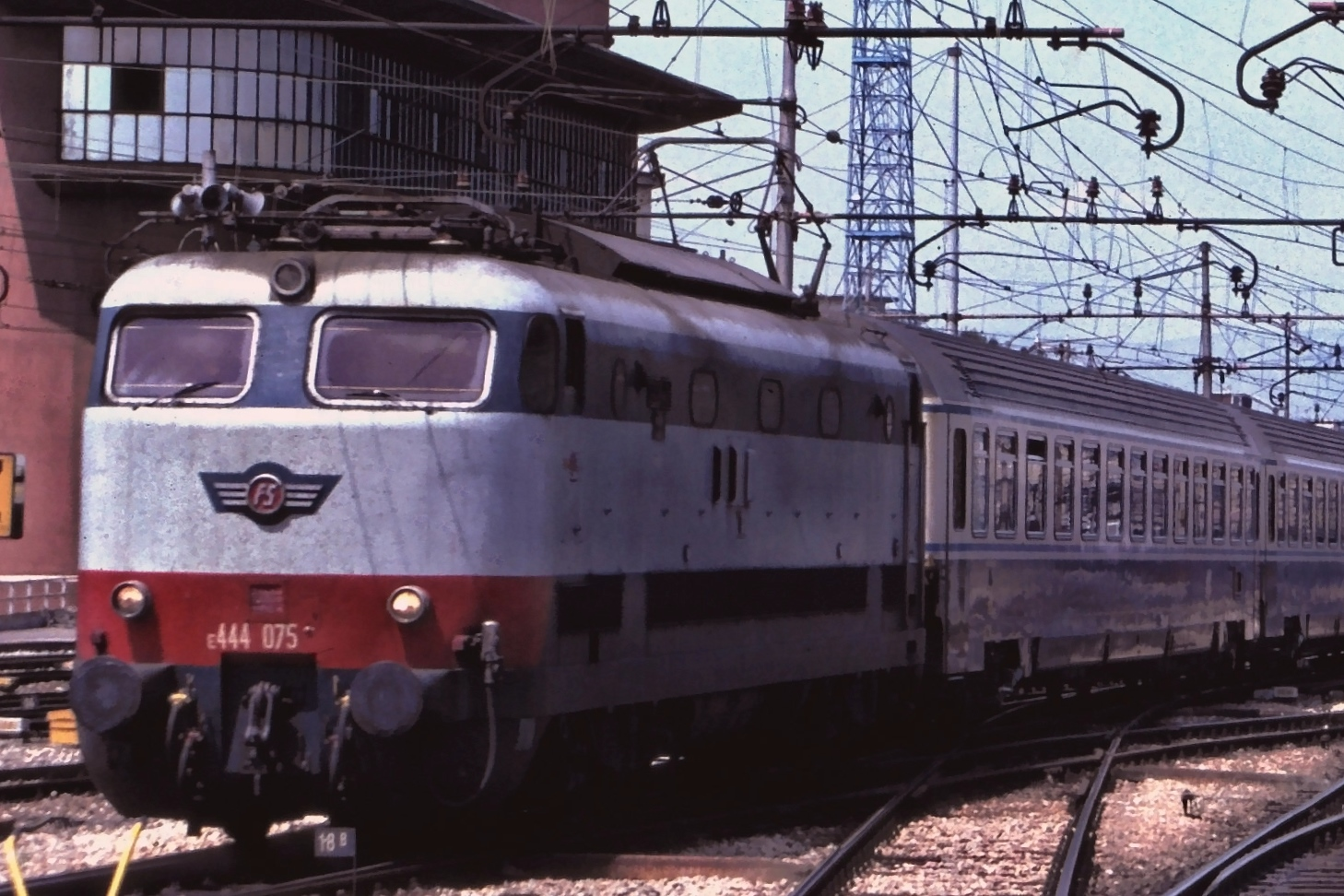
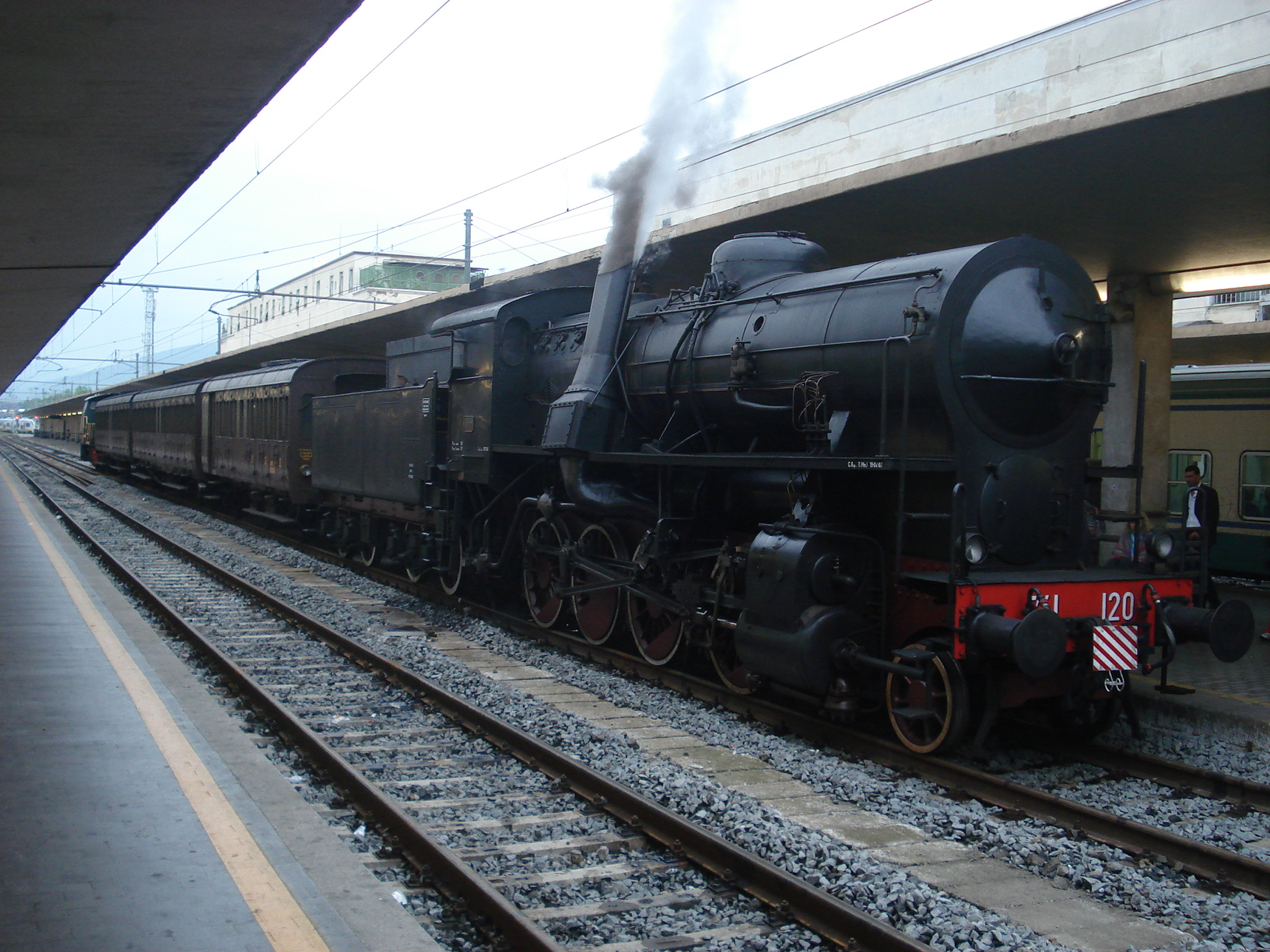
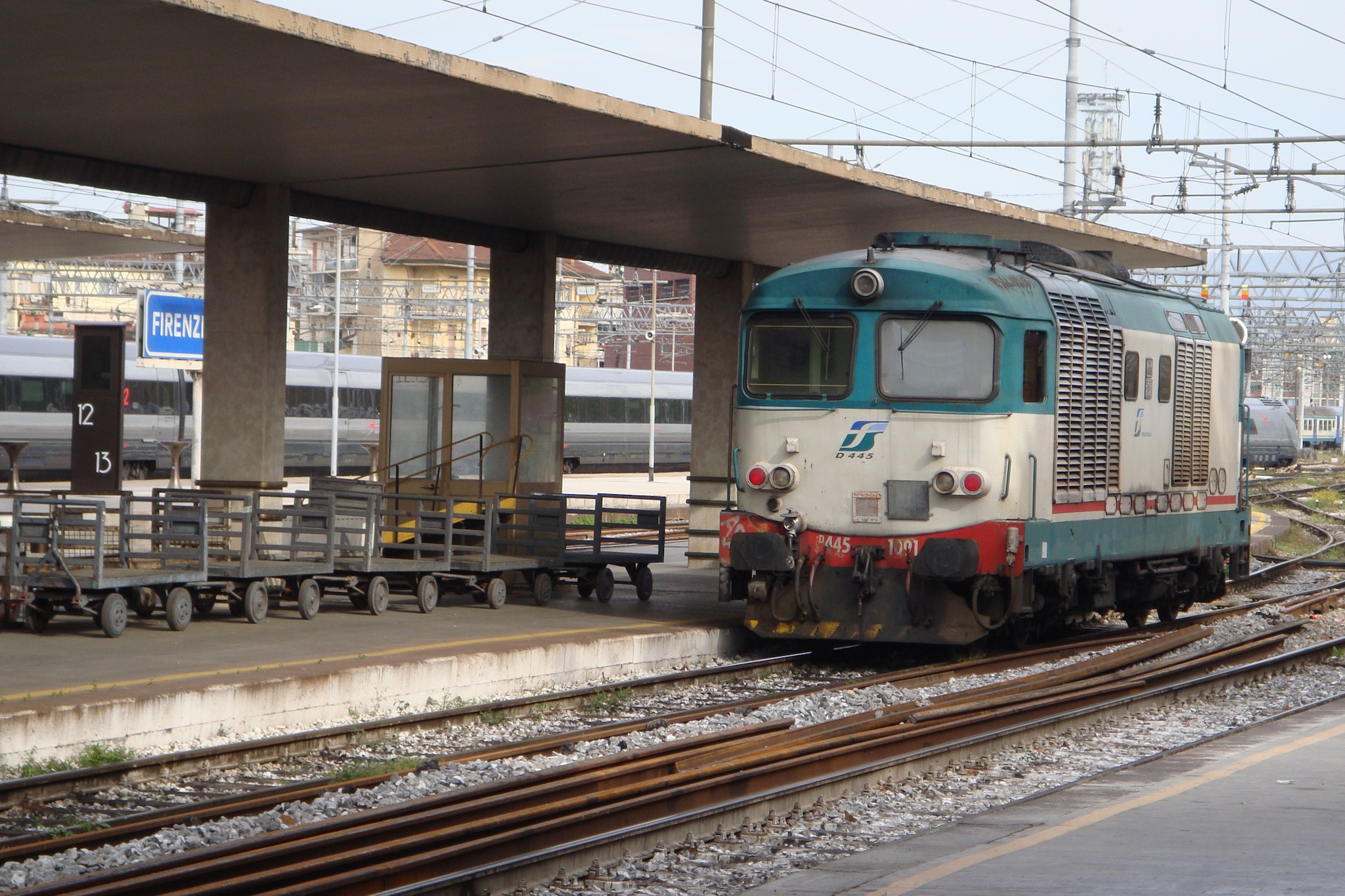
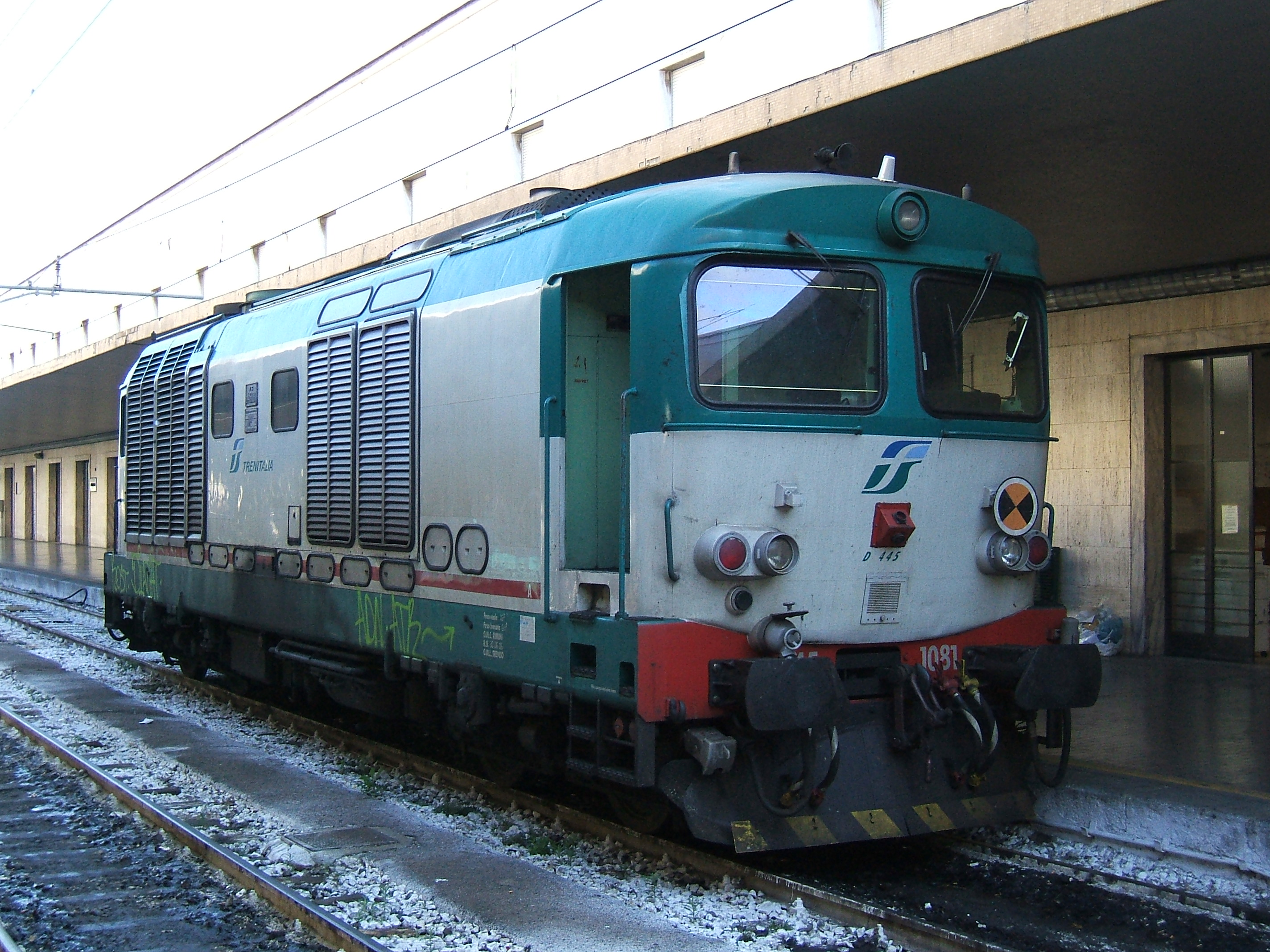
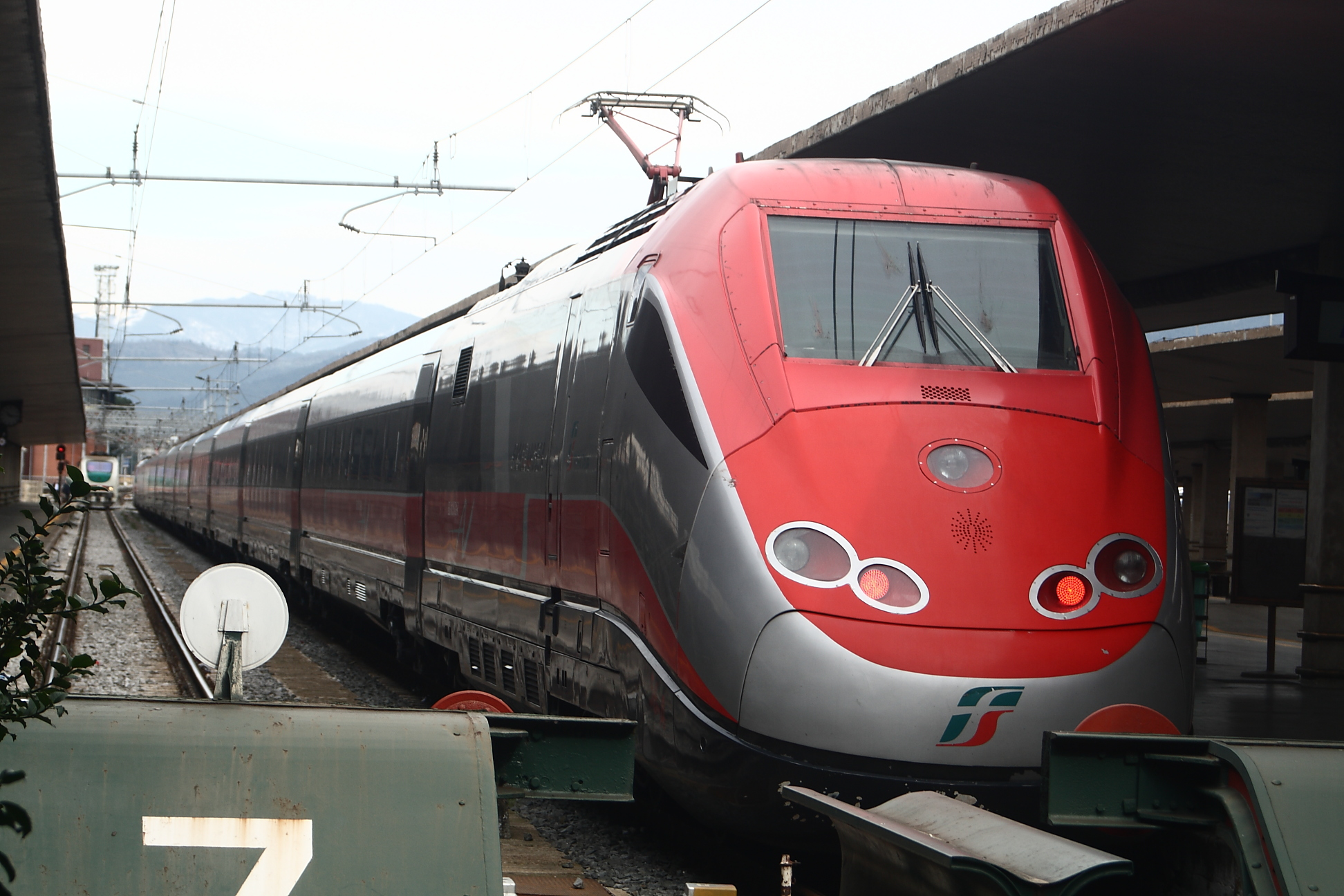
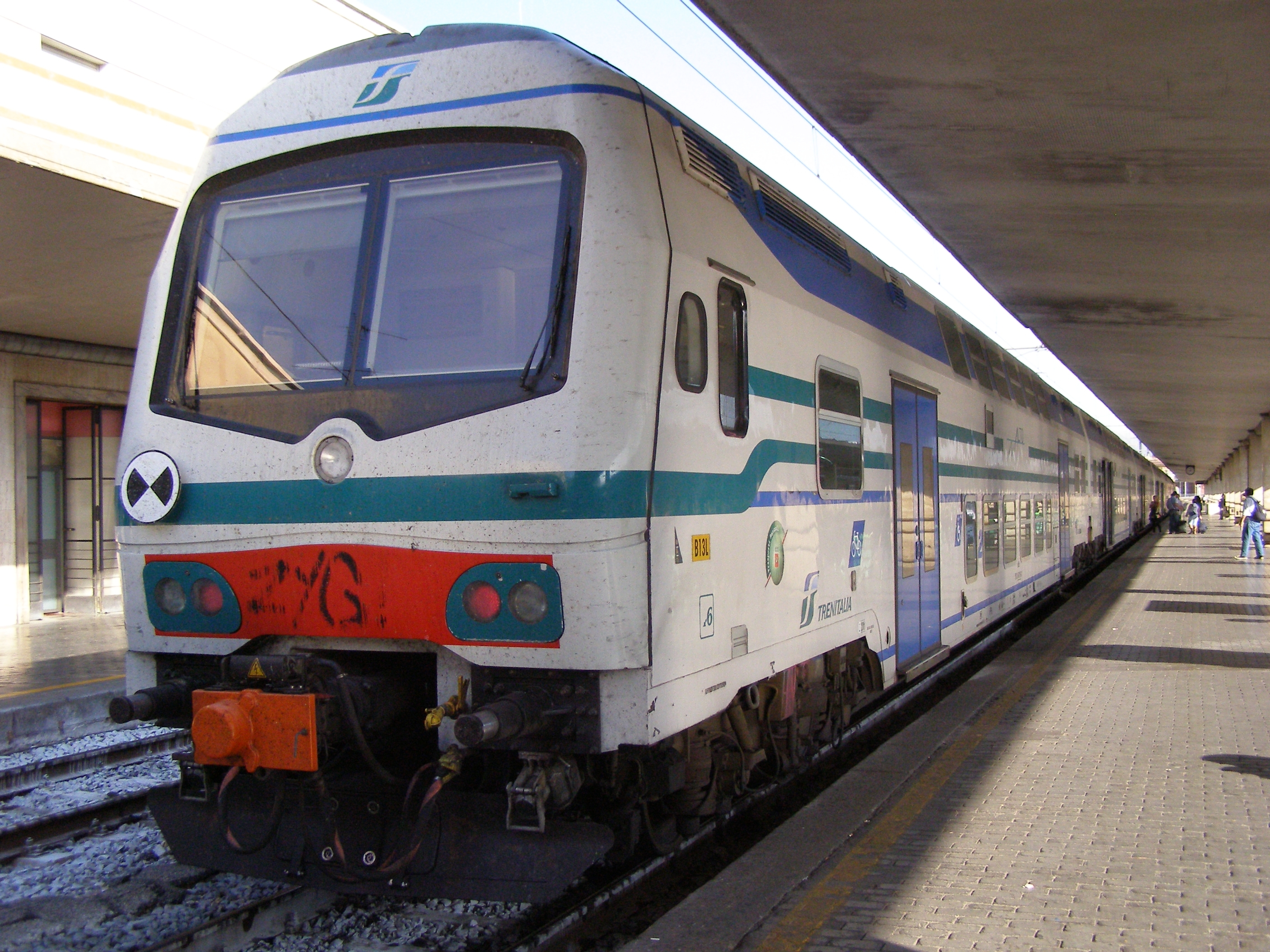

## Vasútvonalak
- Bologna–Firenze-vasútvonal
- Firenze–Faenza-vasútvonal
- Pisa–Firenze-vasútvonal
- Viareggio-Firenze-vasútvonal
- Firenze–Róma nagysebességű vasútvonal
- Bologna–Firenze nagysebességű vasútvonal
- Firenze–Róma-vasútvonal